# مطرز يونجين

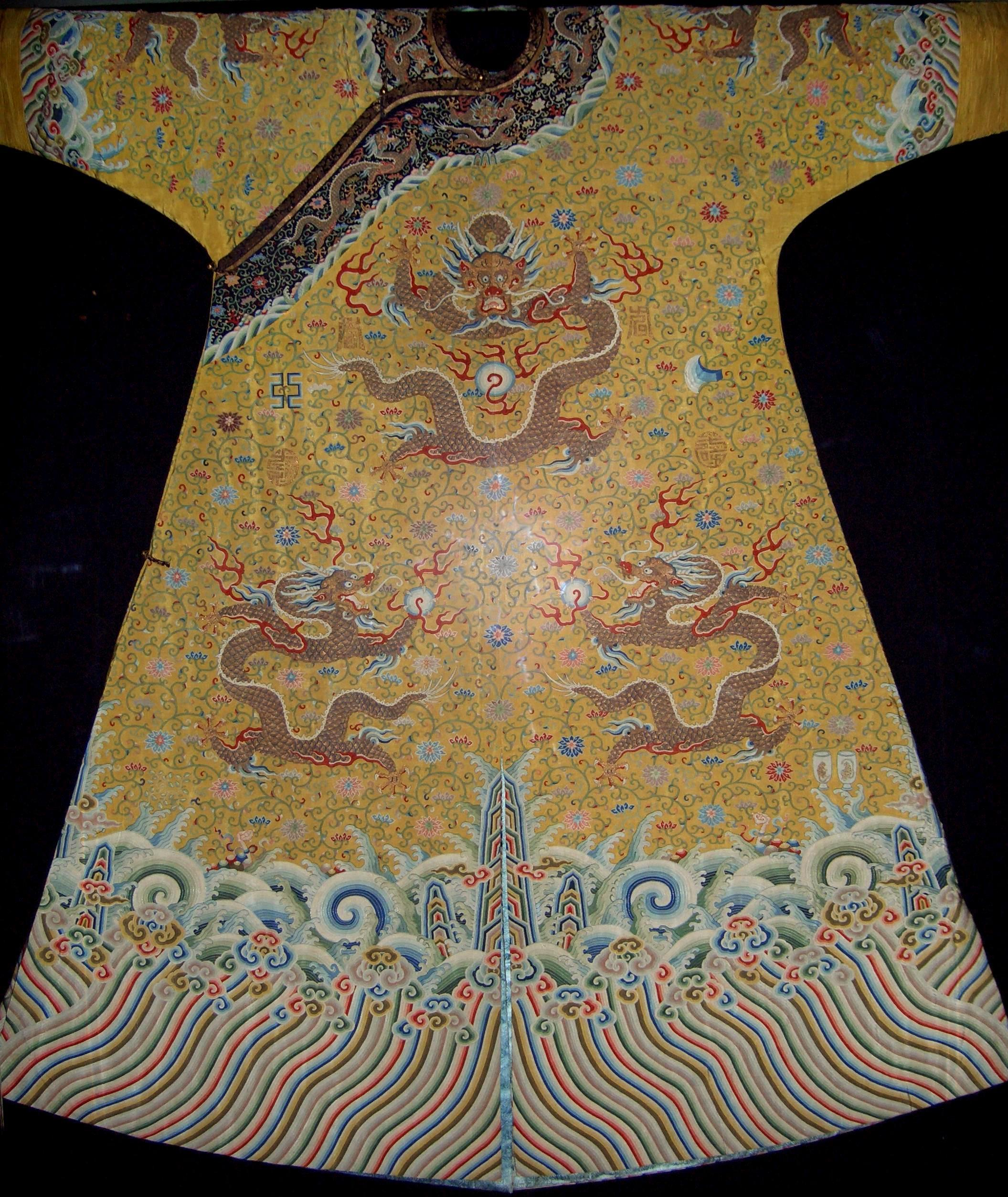

يونجين ((بالصينية))، ديباج نانجينغ أو ديباج السحاب, هو الديباج الحريري التقليدي الصيني الفاخر المصنوع في نانجينغ منذ نهاية أسرة سونغ, وتعتمد على تقنيات نسج اللحمة من عصور كل من أسرة تانغ وأسرة سونغ. يتم النسج باستخدام المكوك، وغالبًا ما يتضمن خيوطًا ذهبية وفضية مع الحرير الملون. خلال عصر أسرة مينغ, قام نساجو يونجين بتطوير تقنية النسيج الدوار ‏ التي سمحت لهم بنسج تصميمات ملونة على نسيج قاعدي في نسج آخر مثل الساتان. في عام 2009، تم اختيار ديباج نانجينغ ليكون ضمن القائمة التمثيلية للتراث اليونسكو الثقافي غير المادي للبشرية في يونسكو.

## التاريخ
يمكن تتبع تاريخ الديباج في نانجينغ إلى فترة الممالك الثلاث (220-280). في حرب اندلعت في نهاية عصر أسرة جين الشرقية (317-420)، هزم الجنرال ليو يو مملكة لاحقة تشين ‏ (384-417). جلب الانتصار جميع الحرفيين في شيان إلى جيانكانغ، الآن نانجينغ، حيث كان نساجو الديباج هم القوة الرئيسية. كان نساجو الديباج من أفضل الحرفيين على مستوى البلاد وكانوا قد تعلموا العديد من المهارات من مجموعات الأقليات العرقية. أقامت حكومة أسرة جين الشرقية مكتبًا خاصًا للديباج في نانجينغ لإدارة إنتاج الديباج، وهو ما يمثل التأسيس الرسمي للديباج في نانجينغ. في عصر أسرة تشينغ, تأسست "إدارة نسج جياننينغ" في نانجينغ. عندما وصل نسج يونجين في نانجينغ إلى ذروته، كانت لديها أكثر من 30،000 مركبة نسج وكان يعيش ما يقرب من 300،000 شخص من هذه الحرفة. كانت هذه أكبر صناعة حرفية في نانجينغ في ذلك الوقت.[بحاجة لمصدر]

## المميزات
يُعتبر ديباج نانجينغ يونجين أحد أفضل أشكال الحرير. اشتهر بألوانه التي تشبه السحاب وأنماطه المعقدة. تبرز أقمشة ديباج نانجينغ يونجين بتقنياتها الرفيعة، وأنماطها الأنيقة، ونعومة ملمسها. الأنماط متنوعة وجميلة مثل السحب في السماء، ومن هنا جاء اسمها "يونجين".